# Tritodynamia yeoi
Tritodynamia yeoi is een krabbensoort uit de familie van de Macrophthalmidae. De wetenschappelijke naam van de soort is voor het eerst geldig gepubliceerd in 2010 door Naruse & Ng.